# 木村秀政
木村 秀政（きむら ひでまさ、1904年〈明治37年〉4月13日 - 1986年〈昭和61年〉10月10日）は、日本の航空機設計者。航空機研究者。工学者。航空工学教育者。東京帝国大学教授、日本航空学会会長等を歴任。戦後は日本大学で後進の育成にあたり、1974年（昭和49年）から日本大学名誉教授。
日大時代の1961年11月に初飛行ニュースを聞いた人力飛行機開発を学生たちとともに計画。1963年から所属する機械工学科航空専修コースの卒業研究テーマとして研究開発に着手し、日本初の飛行を実現させた。

## 生涯
1904年（明治37年）、北海道にて出生。木村家の先祖は南部藩士であり、五戸（現在の青森県三戸郡五戸町）にて代々代官を務めていた。誕生後すぐに家族とともに東京市へ転居。1913年（大正2年）3月28日、フランス製のブレリオ XI-2 bisの飛行を目にしたが、この機が墜落し飛行士2名が死亡した事を知り大きな衝撃を受ける（日本初の航空機死亡事故であった）。
府立第四中学校、第一高等学校を経て、1924年（大正13年）4月、東京帝国大学工学部航空学科へ進学。この時、航空学科へ入学した10名の中には三菱重工業で九試単座戦闘機（九六艦戦）や十二試艦上戦闘機（零戦）の設計主務者となる堀越二郎、川崎航空機でキ10（九五戦）やキ48（九九双軽）、キ61（飛燕）の設計主務者となる土井武夫がいた。1927年（昭和2年）3月31日、東京帝国大学を卒業。東京帝国大学大学院に進み、1929年（昭和4年）3月に大学院課程を修了する。
同年7月に航空評議会嘱託。1930年（昭和5年）6月より東京帝国大学に置かれた航空研究所に研究生として加わり、1934年（昭和9年）10月から航空研究所嘱託となる。航研機では胴体・尾翼・脚の設計、性能試験および飛行計画を担当。1937年（昭和12年）5月17日、航空研究所技師に任ぜられる。1938年（昭和13年）5月15日に航研機は周回長距離飛行10,651.011kmを達成し世界記録を樹立した。
1940年（昭和15年）、東京・ニューヨーク間の親善飛行を目的とするA-26の設計主務者となる。1941年（昭和16年）7月18日、東京帝国大学助教授を兼任。1944年（昭和19年）夏、谷一郎助教授と特殊滑空機（後の桜花）の風洞実験による基礎設計を行なう。なお、7月4日にはA-26が16,435kmの周回長距離飛行を成し遂げたが、戦時下であり国際航空連盟による公認を受ける事はなかった。
1945年（昭和20年）3月10日、東京帝国大学教授に任ぜられると共に、航空研究所員に補される。同年に工学博士。博士論文の題「飛行機と基礎形決定並びに飛行試験に於ける螺旋不安定の検討に就て」 。1946年（昭和21年）、GHQの指令により日本の航空活動が禁止されたことから、航空研究所が官制廃止となり退官。
1947年（昭和22年）に航空研究所時代の同僚であった粟野誠一日本大学教授の誘いを受け、日大旧工学部（現・理工学部）教授に着任。
1952年（昭和27年）サンフランシスコ講和条約発効により日本の航空活動が許可され、航空活動再開とともに、大学研究室の学生らと二人乗り軽飛行機N52を製作開始。1953年（昭和28年）日本航空学会会長に就任（-1954年）。
1955年（昭和30年）日本大学機械工学科に航空専修コース設置、航空工学の専門教育を開始。
1957年（昭和32年）中型機の開発を目的とした財団法人輸送機設計研究協会（通称・輸研）が設立され、木村は初代技術委員長に就任。
同年、日本航空学会会長に再就任（-1958年）。
1958年（昭和33年）135馬力の4人乗の軽飛行機N58に着手し製作。1962年（昭和37年）にはN62を開発。160馬力4人乗りで、伊藤忠航空整備と共同開発の軽飛行機。韓国訪問飛行を2度実現。
1962年、初の国産旅客機YS-11の基本構想に参画（設計には直接参加せず）。
1966年（昭和41年）全日空羽田沖墜落事故の事故技術調査団団長を務める。
1969年（昭和44年）から1974年（昭和49年）まで日本大学評議員。
1970年（昭和45年）から1974年（昭和49年）まで日本大学理事。同年に自動車エンジンをつけたモーターグライダーN70の開発に着手。1972年（昭和47年）日本大学理工学部長、日本大学大学院理工学研究科長、日本大学理工学研究所長に就任（-1973年）。1972年（昭和47年）から1973年（昭和48年）まで日本大学副総長。
1973年（昭和48年）航空政策研究会会長に就任。同年、木村が設けた機械工学科航空専修コースが航空宇宙工学コースとなり、1978年（昭和53年）に航空宇宙工学科に発展。
1980年（昭和55年）日本航空協会副会長、革新航空機技術開発センター所長就任。
1984年（昭和59年）には航空科学振興財団理事長に就任。

## 栄典
- 1937年（昭和12年）
  - 5月17日 - 高等官六等に敍される[5]
  - 6月1日 - 正七位に敍される[9]
- 1938年（昭和13年）
  - 10月22日 - 勲六等に敍され、瑞宝章を授与される[10]
- 1939年（昭和14年）
  - 9月15日 - 従六位に敍される
- 1941年（昭和16年）
  - 7月18日 - 高等官五等に敍される[6]
- 1943年（昭和18年）
  - 11月11日 - 勲五等に敍され、瑞宝章を授与される[11]
- 1945年（昭和20年）
  - 2月10日 - 双光旭日章を授与される[12]
  - 3月10日 - 高等官三等に敍される[7]
  - 4月1日 - 従五位に敍される
  - 7月20日 - 毎日新聞社より毎日航空技術賞を受賞
- 1960年（昭和35年）国際航空連盟よりポール・ティサンディエ賞を受賞
- 1963年（昭和38年）科学技術庁より科学技術長官賞を受賞
- 1965年（昭和40年）運輸省より交通文化賞を受賞
- 1968年（昭和43年） 藍綬褒章受章
- 1968年（昭和43年）五戸町名誉町民
- 1971年（昭和46年） 紫綬褒章受章
- 1974年（昭和49年）青森県褒賞
- 1975年（昭和50年） 勲二等旭日重光章を受章
- 1986年（昭和61年） 死去。正四位を追贈される

## 著書
- いろいろなひこうき (学習研究社、1969年）
- カラー世界の飛行機（山と渓谷社、1972年）
- とべ!飛行船（山と渓谷社、1976年）
- わがヒコーキ人生（初版日本経済新聞社 1972年、日本図書センター版は1997年）
- わが心のキティホーク : 世界航空史跡探訪（平凡社 1981年　光人社 1997年 (光人社NF文庫)
- わが道 2（朝日新聞社／編、朝日新聞社、1970年）
- 九天飛翔-木村秀政博士追悼文集-（私家版、1987年）
- 空と海の交通（木村秀政, 上野喜一郎 共著 講談社 1966年、学習目でみる科学 ; 9)
- 現代の旅客機（グラフ社、1978年）
- 航空の技術と精神 : 藤田雄蔵中佐遺稿（藤田雄蔵 著,木村秀政 編 朝日新聞社 1940年）
- 航空ハンドブック（山海堂、1951年）
- 航空宇宙辞典（地人書館 1995年）
- 航空学辞典（地人書館、1971年）
- 航空学入門（酣燈社 1975年）
- 航空機（ポプラ社、1964年）
- 航空機の図鑑（小森郁雄, 高橋慎一 共著,中西立太 等絵 小学館 1967年 (小学館の学習図鑑シリーズ ; 16)
- 航空機（木村秀政, 小川利彦 共著 ポプラ社 1961 (ポプラ社の写真図鑑 ; 4)
- 航空機 民間機（エンツォ・アンジェルッチ原著、小学館、1982年）
- 航空用語事典（航空情報編集部／編、酣灯社、1971年）
- 初歩の航空ハンドブック（山海堂、1951年）
- 新選組とコンコルド（グラフ社、1980年）
- 世界のクラシック機 : 1903-1945 (文: 木村秀政, 佐貫亦男,写真: 柴田三雄 朝日新聞社 1976年）
- 世界の軍用機 アメリカ編（平凡社 1975年 (平凡社カラー新書)
- 世界の軍用機 ヨーロッパ編（平凡社 1976年 (平凡社カラー新書)
- 世界の軍用機 第二次世界大戦編（平凡社 1977年 (平凡社カラー新書)
- 世界の軍用機（毎日新聞社／編 毎日新聞社、1972年）
- 世界の軽飛行機（平凡社、1976年）
- 世界の航空技術（コロナ社、1957年）
- 世界の航空技術（編著 コロナ社 1957年）
- 世界の飛行機（カラー写真: 木村秀政,解説: 佐貫亦男, 木村秀政 山と渓谷社 1972 (山渓カラーガイド ; 51)
- 世界の旅客機（平凡社 1974年 (平凡社カラー新書)
- 世界航空史案内（平凡社 1978年 (平凡社カラー新書)
- 世界飛行機圖輯（海と空社、1935年）
- 朝日航空講座 上巻（東京朝日新聞社、1939年）
- 日本の航空輸送（木村秀政, 増井健一 編 東洋経済新報社 1979年）
- 日本の名機百選（木村秀政, 田中祥一共著 中日新聞本社 1985, 文春文庫 : ビジュアル版)
- 日本大学創立七十年記念論文集 第3巻 自然科学編（日本大学／編、日本大学、1960年）
- 飛行機の切手（丸ノ内出版、1973年）
- 飛行機の本 世界記録に挑んだ半生（新潮社、1962年 (ポケット・ライブラリ ; 第23)
- 飛行機の話（三省堂 1930年 (クロモシーリズ)
- 飛行機革命 ライト兄弟からSSTへ（実業之日本社、1970年）
- 飛行機革命（要書房、1952年）
- 模型航空機の基礎（大阪毎日新聞社 1941
- 模型飛行機の理論、設計、製作（石川飛行士事務所出版部、1930年)
- 模型飛行機読本（大日本飛行協会 1943年）
- 飛行の原理（H.ガイフォード・スティーバー原著、タイムライフブックス、1975年）
- ファンタスティックブック 飛行機（R.クームズ／絵、平凡社、1974年）
- 飛行の話（H・ガイフォード・スチーバー原著、タイムライフインターナショナル、1967年）
- 日本の名機100選 木村秀政, 田中祥一 著 文藝春秋 1997(文春文庫 : ビジュアル版)